# Кронштадтское викариатство
Кроншта́дтское викариа́тство — викариатство Санкт-Петербургской епархии Русской Православной Церкви.

## История
Учреждена 28 июля 1907 года как викариатство Санкт-Петербургской епархии. Это была первая в истории Русской православной церкви устройства епископской кафедры для Западной Европы: епископ Кронштадтский должен был заведовать всеми русскими православными заграничными церквами кроме храмов в Константинополе и Афинах. Однако через три с небольшим года викариатство было упразднено.
В 1915 году викариатство возрождено вновь. 17 июня 1917 года было вновь упразднено, но восстановлено 28 августа 1920 года, после чего действовало до 1933 года.
12 марта 2013 года решением Священного Синода Русской Православной Церкви викариатство было возрождено.

## Епископы
- 6 августа 1907 — 18 февраля 1911 — Владимир (Путята)
- 31 мая 1915 — 6 июля 1916 — Феофан (Туляков)
- 8 сентября 1916 — 17 июня 1917 — Мелхиседек (Паевский)
- 28 августа 1920 — 16 июня 1933 — Венедикт (Плотников)
- 12 марта 2013 — 24 августа 2023 — Назарий (Лавриненко)
- с 24 августа 2023 — Вениамин (Кириллов) [3]